# Демяховщина
Демяхо́вщина — деревня в юго-западной части Стругокрасненского района Псковской области. Входит в состав сельского поселения «Новосельская волость». Численность населения составляет 77 жителей (2000 год), на 2010 год — 61 житель. 

## География
Находится на северо-востоке региона, в западной части района, в лесной местности, соседствуя с д. Собино, вблизи д. Щегли, в 13 км к западу от волостного центра, села Новоселье и в 40 км к юго-западу от райцентра посёлка Струги Красные.

## История
Первое упоминание -  1786 г.,  как дер.Демеховщина Лужского уезда, относившаяся к ведомству казённой палаты экономических крестьян.
Согласно Закону Псковской области от 28 февраля 2005 года  деревня вошла в состав образованного муниципального образования Новосельская волость.

## Население
| 2001 | 2002 | 2010 | 2011 |
| ---- | ---- | ---- | ---- |
| 77   | ↗80  | ↘32  | ↗61  |

## Инфраструктура
В 1930–41, 1944–50 гг. вместе с дер. Моложане составляла колхоз «Серп и молот». Молочнотоварная ферма Моложане совхоза «Красное» (1966, 1973, 1979, 1982, 1987), животноводческая ферма (3 телятника) совхоза «Красное» (1987); молочнотоварная
ферма Моложане АОЗТ «Колос» (1993); молочнотоварная ферма Моложане СПК (колхоз) «Колос» (закрsn в 2013).